# Juca
Júlio Cernadas Pereira, plus communément appelé Juca, est un footballeur portugais né le 13 janvier 1929 à Lourenço-Marques et mort le 11 octobre 2007. Il évoluait au poste de milieu.

## Biographie

### En tant que joueur
Grand joueur du Sporting Portugal, il passe 9 saisons dans ce club de 1949 à 1958. Il y remporte 6 championnats et une coupe.
International, il possède 6 sélections en équipe du Portugal de 1952 à 1956.

### En tant qu'entraîneur
Il dirige notamment le Sporting Portugal avec qui il remporte 2 championnats et une coupe.
Il est le sélectionneur de l'équipe du Portugal de 1977 à 1978, de 1980 à 1982 et de 1987 à 1989.

## Carrière

### En tant que joueur
- 1949 :  Lourenço Marques
- 1949-1958 :  Sporting Portugal

### En tant qu'entraîneur
- 1961-1963 :  Sporting Portugal
- 1964-1965 :  Sporting Portugal
- 1967-1968 :  Vitória Guimarães
- 1969-1972 :  Académica de Coimbra
- 1973-1974 :  FC Barreirense
- 1975-1976 :  Sporting Portugal
- 1976-1979 :   Académica de Coimbra
- 1977-1978 :  Portugal
- 1979-1980 :  CF Belenenses
- 1980-1982 :  Portugal
- 1982-1983 :  Sporting Braga
- 1987-1989 :  Portugal

## Palmarès

### En tant que joueur
Avec le Sporting Portugal :
- Champion du Portugal en 1951, 1952, 1953, 1954 et 1958
- Vainqueur de la Coupe du Portugal en 1954

### En tant qu'entraîneur
Avec le Sporting Portugal :
- Champion du Portugal en 1962 et 1966
- Vainqueur de la Coupe du Portugal en 1963